# Centrum Fotografii Krajoznawczej PTTK
Centrum Fotografii Krajoznawczej PTTK im. Waldemara Dońca w Łodzi – specjalistyczna jednostka programowa Polskiego Towarzystwa Turystyczno-Krajoznawczego powstała w 1989 roku.
Centrum Fotografii Krajoznawczej PTTK im. Waldemara Dońca jest obok Centralnego Ośrodka Turystyki Górskiej PTTK w Krakowie, Centralnej Biblioteki PTTK w Warszawie oraz Centrum Szkolenia Podwodnego w Warszawie jedną ze specjalistycznych jednostek programowych PTTK. Zajmuje się szeroko pojętym zakresem zagadnień związanych z fotografią krajoznawczą, artystyczną, techniką filmową itp.
W zakresie działania Centrum wchodzą następujące zadania:
- gromadzenie i archiwizowanie materiałów fotograficznych (zdjęć, negatywów, slajdów, zestawów itp.),
- gromadzenie materiałów z działalności Komisji Fotografii Krajoznawczej PTTK i ogniw Towarzystwa związanych z fotografią,
- gromadzenie czasopism, książek, katalogów, komunikatów itp. dotyczących fotografii krajoznawczej,
- opracowywanie pozyskiwanych materiałów, ich katalogowanie i udostępnianie,
- organizacja wystaw na terenie całego kraju,
- prowadzenie szeroko rozumianej działalności popularyzatorskiej i szkoleniowej (kursy, sesje, publikacje, wydawnictwa).

Centrum Fotografii Krajoznawczej PTTK jest jednym z członków założycieli Regionalnej Organizacji Turystycznej Województwa Łódzkiego.
Centrum Fotografii Krajoznawczej PTTK zlokalizowane jest w zabytkowym pałacyku w Łodzi, przy ul. Stanisława Wigury 12a. 